# Zelná placka
Zelná placka je pokrm připravovaný z kysaného zelí, mouky, tuku a dalších surovin. Je charakteristický zelnou chutí.

## Ingredience
- 400 gramů kysaného zelí
- 500 gramů hladké mouky
- 150 gramů sádla
- sůl
- 1 vejce

Zelnou placku lze vylepšit např. přidáním uzeného masa.

## Příprava
Hladká mouka se spolu se sádlem, vymačkaným pokrájeným zelím, solí a vejcem zpracuje na vále. Vzniklá hmota se vyválí na placku širokou přibližně 3/4 centimetru, která se přenese na plech vymazaný sádlem (lze péct na pečicím papíře). Poté se může rozkrájet na menší kousky, např. malé čtverečky. Peče se v prudší troubě do růžova (přibližně na 200 °C).